# Sommer-PL 2020
Sommer-PL 2020  (第十六回パラリンピック競技大会 Dai Jūroku-kai Pararinpikku Kyōgi Taikai) (afholdt sommer 2021) var de 16. paralympiske lege. Sommer-PL 2020 var en stor international sportsbegivenhed for atleter med handicap omfattet af Den Internationale Paralympiske Komité, og afholdes i Tokyo, Japan fra den 25. august til den 6. september 2021. Det er anden gang Tokyo var vært for de paralympiske lege, da de første gang var vært i 1964 og i samme forbindelse også Sommer-OL 1964.
Ved denne begivenhed blev der indført sportsgrenene badminton og taekwondo til det paralympiske program, og sejlads og 7-mands fodbold taget af programmet.
Ved åbningsceremonien blev den olympiske ild tændt af tre atleter. Det afghanske flag blev båret af FN's Flygtningehøjkommissær på grund af Talibans magtovertagelse i landet.

## Kandidatbyer
Som en del af en aftale mellem Internationale Paralympiske Komité og International Olympic Committee, der først blev oprettet i 2001, var værten for Sommer-OL 2020, også vært for de paralympiske lege i 2020. Efter anden afstemningsrunde, der fulgte med en uafgjort, blev Sommer-OL og de Paralympiske lege i 2020 tildelt til Tokyo ved den 125. IOC Session. 
| By       | Team    | Runde 1 | Runoff | Runde 2 |
| -------- | ------- | ------- | ------ | ------- |
| Tokyo    | Japan   | 42      | —      | 60      |
| Istanbul | Tyrkiet | 26      | 49     | 36      |
| Madrid   | Spanien | 26      | 45     | —       |

## Deltagende lande
Nedenfor er listet de 163 nationer, der har kvalificeret sig til deltagelse ved Sommer-PL 2020 til dato. Tallene i parentes, er antal atleter repræsenteret ved legene.
| Deltagende nationer ved Sommer-PL 2020 |
| --- |
| - Afghanistan (2) - Algeriet (57) - Angola (2) - Argentina (57) - Armenien (1) - Aruba (1) - Australien (174) - Østrig (25) - Aserbajdsjan (36) - Bahrain (2) - Barbados (1) - Hviderusland (19) - Belgien (34) - Benin (2) - Bermuda (1) - Bhutan (3) - Bosnien-Hercegovina (16) - Botswana (2) - Brasilien (258) - Bulgarien (4) - Burkina Faso (2) - Burundi (2) - Cambodja (1) - Cameroun (3) - Canada (130) - Kap Verde (2) - Centralafrikanske Republik (1) - Chile (19) - Kina (255) - Colombia (61) - Costa Rica (61) - Kroatien (22) - Cuba (17) - Cypern (3) - Tjekkiet (29) - Demokratiske Republik Congo (21) - Danmark (25) - Den Dominikanske Republik (5) - Ecuador (8) - Egypten (49) - El Salvador (3) - Estland (5) - Etiopien (3) - Færøerne (1) - Fiji (2) - Finland (17) - Frankrig (143) - Gabon (2) - Gambia (2) - Georgien (14) - Tyskland (137) - Ghana (3) - Storbritannien (221) - Grækenland (46) - Grenada (2) - Guatemala (2) - Guinea (2) - Guinea-Bissau (2) - Guyana (2) - Haiti (1) - Honduras (1) - Hongkong (24) - Ungarn (39) - Island (6) - Indien (54) - Indonesien (23) - Iran (62) - Irak (19) - Irland (31) - Israel (33) - Italien (113) - Elfenbenskysten (3) - Jamaica (4) - Japan (260) (vært) - Jordan (10) - Kasakhstan (26) - Kenya (9) - Kuwait (3) - Kirgisistan (2) - Laos (1) - Letland (7) - Libanon (1) - Lesotho (1) - Liberia (2) - Libyen (2) - Litauen (11) - Luxembourg (1) - Madagaskar (1) - Malawi (1) - Malaysia (22) - Maldiverne (2) - Mali (2) - Malta (2) - Mauritius (4) - Mexico (60) - Moldova (6) - Mongoliet (4) - Montenegro (5) - Marokko (37) - Mozambique (2) - Namibia (3) - Nepal (1) - Holland (74) - New Zealand (29) - Nicaragua (2) - Niger (2) - Nigeria (22) - Nordmakedonien (1) - Norge (15) - Oman (3) - Pakistan (2) - Palæstina (2) - Panama (3) - Papua Ny Guinea (2) - Paraguay (2) - Peru (11) - Filippinerne (4) - Polen (93) - Portugal (34) - Puerto Rico (3) - Qatar (2) - Individuelle olympiske udøvere (6) - Republikken Congo (2) - Rumænien (9) - RPC (246) - Rwanda (14) - Saint Vincent og Grenadinerne (1) - São Tomé og Príncipe (1) - Saudi-Arabien (7) - Senegal (3) - Serbien (20) - Sierra Leone (2) - Singapore (10) - Slovakiet (27) - Slovenien (7) - Salomonøerne (3) - Somalia (1) - Sydafrika (34) - Sydkorea (86) - Spanien (134) - Sri Lanka (9) - Sverige (29) - Schweiz (21) - Syrien (3) - Kinesisk Taipei (10) - Tadsjikistan (1) - Tanzania (2) - Thailand (74) - Togo (1) - Tunesien (25) - Tyrkiet (87) - Uganda (4) - Ukraine (138) - Forenede Arabiske Emirater (12) - USA (242) - Uruguay (2) - Usbekistan (44) - Venezuela (27) - Vietnam (7) - Amerikanske Jomfruøer (1) - Yemen (2) - Zambia (1) - Zimbabwe (2) |

## Discipliner

### Kalender
Denne kalender er baseret på oversigten ved de 539 discipliner.
Alle tider er lokale (UTC+9)
| ÅC | Åbningsceremonien | ● | Konkurrencer | 1 | Finaler | AC | Afslutningsceremonien |

| August/September 2021      | August/September 2021      | August  | August  | August  | August  | August  | August  | August  | August  | September | September | September | September | September | Discipliner       |
| August/September 2021      | August/September 2021      | 24. Tir | 25. Ons | 26. Tor | 27. Fre | 28. Lør | 29. Søn | 30. Man | 31. Tir | 1. Ons    | 2. Tor    | 3. Fre    | 4. Lør    | 5. Søn    | Discipliner       |
| -------------------------- | -------------------------- | ------- | ------- | ------- | ------- | ------- | ------- | ------- | ------- | --------- | --------- | --------- | --------- | --------- | ----------------- |
| Ceremonier                 | Ceremonier                 | ÅC      |         |         |         |         |         |         |         |           |           |           |           | AC        | N/A               |
| Atletik                    | Atletik                    |         |         |         | 13      | 16      | 19      | 16      | 21      | 17        | 18        | 17        | 25        | 5         | 167               |
| Badminton                  | Badminton                  |         |         |         |         |         |         |         |         | ●         | ●         | ●         | 7         | 7         | 14                |
| Boccia                     | Boccia                     |         |         |         |         | ●       | ●       | ●       | ●       | 4         | ●         | ●         | 3         |           | 7                 |
| Bordtennis                 | Bordtennis                 |         | ●       | ●       | ●       | 5       | 8       | 8       | ●       | ●         | 5         | 5         |           |           | 31                |
| Bueskydning                | Bueskydning                |         |         |         | ●       | 1       | 1       | 2       | 2       |           | 1         | 1         | 1         |           | 9                 |
| Cykling                    | Landevejscykling           |         |         |         |         |         |         |         | 19      | 6         | 5         | 4         |           |           | 51                |
| Cykling                    | Banecykling                |         | 4       | 5       | 5       | 3       |         |         |         |           |           |           |           |           | 51                |
| Dressur                    | Dressur                    |         |         | 3       | 2       | ●       | 1       | 5       |         |           |           |           |           |           | 11                |
| Femmandsfodbold            | Femmandsfodbold            |         |         |         |         |         | ●       | ●       | ●       |           | ●         |           | 1         |           | 1                 |
| Goalball                   | Goalball                   |         | ●       | ●       | ●       | ●       | ●       | ●       | ●       | ●         | ●         | 2         |           |           | 2                 |
| Judo                       | Judo                       |         |         |         | 4       | 4       | 5       |         |         |           |           |           |           |           | 13                |
| Kørestolsbasketball        | Kørestolsbasketball        |         | ●       | ●       | ●       | ●       | ●       | ●       | ●       | ●         | ●         | ●         | 1         | 1         | 2                 |
| Kørestolsfægtning          | Kørestolsfægtning          |         | 4       | 4       | 2       | 4       | 2       |         |         |           |           |           |           |           | 16                |
| Kørestolsrugby             | Kørestolsrugby             |         | ●       | ●       | ●       | ●       | 1       |         |         |           |           |           |           |           | 1                 |
| Kørestolstennis            | Kørestolstennis            |         |         |         | ●       | ●       | ●       | ●       | ●       | 1         | 1         | 2         | 2         |           | 6                 |
| Parakano                   | Parakano                   |         |         |         |         |         |         |         |         |           | ●         | 4         | 5         |           | 9                 |
| Paratriatlon               | Paratriatlon               |         |         |         |         | 4       | 4       |         |         |           |           |           |           |           | 8                 |
| Roning                     | Roning                     |         |         |         | ●       | ●       | 4       |         |         |           |           |           |           |           | 4                 |
| Siddende volleyball        | Siddende volleyball        |         |         |         | ●       | ●       | ●       | ●       | ●       | ●         | ●         | ●         | 1         | 1         | 2                 |
| Skydning                   | Skydning                   |         |         |         |         |         |         | 3       | 2       | 2         | 1         | 2         | 2         | 1         | 13                |
| Svømning                   | Svømning                   |         | 16      | 14      | 14      | 14      | 13      | 15      | 14      | 15        | 15        | 16        |           |           | 146               |
| Styrkeløft                 | Styrkeløft                 |         |         | 4       | 4       | 4       | 4       | 4       |         |           |           |           |           |           | 20                |
| Taekwondo                  | Taekwondo                  |         |         |         |         |         |         |         |         |           | 2         | 2         | 2         |           | 6                 |
| Dagligt medaljediscipliner | Dagligt medaljediscipliner |         | 24      | 30      | 44      | 55      | 62      | 54      | 58      | 44        | 48        | 55        | 50        | 15        | 539               |
| Total                      | Total                      |         | 24      | 54      | 98      | 153     | 215     | 269     | 327     | 371       | 419       | 474       | 524       | 539       | 539               |
| August/September 2021      | August/September 2021      | 24. Tir | 25. Ons | 26. Tor | 27. Fre | 28. Lør | 29. Søn | 30. Man | 31. Tir | 1. Ons    | 2. Tor    | 3. Fre    | 4. Lør    | 5. Søn    | Discipliner i alt |
| August/September 2021      | August/September 2021      | August  | August  | August  | August  | August  | August  | August  | August  | September | September | September | September | September | Discipliner i alt |

## Medaljeoversigt
| Rank            | NPC                  | Guld | Sølv | Bronze | Total |
| --------------- | -------------------- | ---- | ---- | ------ | ----- |
| 1               | Kina (CHN)           | 96   | 60   | 51     | 207   |
| 2               | Storbritannien (GBR) | 41   | 38   | 45     | 124   |
| 3               | USA (USA)            | 37   | 36   | 31     | 104   |
| 4               | RPC (RPC)            | 36   | 33   | 49     | 118   |
| 5               | Holland (NED)        | 25   | 17   | 17     | 59    |
| 6               | Ukraine (UKR)        | 24   | 47   | 27     | 98    |
| 7               | Brasilien (BRA)      | 22   | 20   | 30     | 72    |
| 8               | Australien (AUS)     | 21   | 29   | 30     | 80    |
| 9               | Italien (ITA)        | 14   | 29   | 26     | 69    |
| 10              | Aserbajdsjan (AZE)   | 14   | 1    | 4      | 19    |
| 11–86           | resterende lande     | 209  | 230  | 279    | 718   |
| Total (86 NPCs) | Total (86 NPCs)      | 539  | 540  | 589    | 1668  |